# 司法警察
司法警察在不同地區有不同意思。有些地區的警察體系，司法警察是代表對刑事案件作出調查移送類別的警察。亦有些地區是警察體系中的一個警種，負責在法院和司法系統維持秩序、押解和看管犯人、送達法律文書、根據法院的判決查封財產、執行死刑等，簡稱法警。不同國家的司法警察職權有所不同。

## 各地法警

### 中华人民共和国司法警察

#### 人民法院司法警察
由中华人民共和国最高人民法院管理和领导的人民警察是人民法院司法警察，简称法院法警，负责维护法庭秩序、押解看管被告人、执行法院判决等。

#### 人民檢察院司法警察
由中华人民共和国最高人民检察院管理和领导的人民警察是人民检察院司法警察，简称检察院法警，负责协助检察官侦查、押解看管嫌疑人、送达法律文书等。

### 澳門司法警察局
澳门特别行政区政府保安司辖下的刑事警察部门，负责刑事侦查以及打击犯罪行为。

### 中華民國法警

#### 院外司法警察
依《调度司法警察条例》和《刑事訴訟法》規定，「司法警察」指的是包含警察、調查局調查官、海巡、憲兵、廉政官等具有執法權限的公務員。

#### 院内司法警察
按目前中華民國之法院見解，法警僅在依長官命令而辦理法院組織法第二十三條第三項「 為辦理值庭、執行、警衛、解送人犯及有關司法警察事務 」等勤務時，始具有司法警察權限。而法警之任用依據為《司法人員人事條例》及《法警管理辦法》，直屬司法院所屬各級法院或法務部所屬各級檢察署，非內政部警政署所管轄，專職負責法院或檢察署之司法警察事務。該警種平時之值勤配備為警棍，在執行槍決任務配備使用槍械。

### 美国法警局
美国法警局是美國司法部下屬的一個部門，是美國最早的聯邦執法機關。美國法警是聯邦法庭的執法部門，並負責保護聯邦法庭和司法系統的有效運轉。

### 日本司法警察
日本司法警察有別於上述各種警察類別及職能。司法警察所指的是司法巡查、司法警察員及司法警部。原則上，司法巡查為巡查階級，司法警察員為巡查部長階級，司法警部為警部階級。在刑事案件立案後，對刑事案件作出調查，及後經司法警部根據刑事訴訟法199條決定申請逮捕，並移送案件到地檢署予檢察官核實起訴。